# Pittakos Mały
Pittakos, zwany też Pittakosem Małym – starożytny Grek, obok Pittakosa z Mityleny druga ze znanych nam postaci o tym imieniu, zaświadczonych w starożytnych tekstach [Diog. Laërt. I 79]. Wzmiankuje o nim Diogenes Laertios, powołując się na zaginione dzieła Favorinusa Osobliwości i Demetriosa Pisarze o tym samym imieniu. Pisarze ci mieli nazywać go "prawodawcą" (νομοθέτης). Ze względu na niedostatek innych źródeł nie można mieć pewności, czy osoba ta rzeczywiście istniała.